# Bruno Guiguet
Pour les articles homonymes, voir Guiguet.
Bruno Guiguet est un footballeur français. Il évolue durant toute sa carrière au FCAS Grenoble au poste de gardien de but.

## Biographie

### Joueur
Il commence le football à l'Association Sportive Neyrpic à Grenoble en minimes (avec Gérard Saez), avant de rejoindre le club du quartier Navis d'Échirolles où il évolue de 1969 à 1973.
Il signe ensuite en 1974 au FCAS Grenoble qui évolue en division d'Honneur. Il reste au club jusqu'en 1989, vivant deux promotions avec le club en division 3 puis en division 2. Contrat pro de 1982 à 1989
Au total, il joue 177 matchs de deuxième division. Il compte aussi une pré-sélection en équipe de France amateur.

### Informaticien, entraîneur et journaliste sportif
À l'issue de sa carrière de joueur, il reste dans le milieu du football isérois. Il endosse tout d'abord des postes d'entraîneur, notamment à Claix, puis à Seyssinet, il est rappelé pour l'équipe réserve de l'Olympique Grenoble Isère, puis part pour Divonne-les-Bains, et Gières. 
Il fonde le 26 février 2003 le site internet « www.footisere.com », un site d'information qui traite du football dans le département. Il est également correspondant local de presse pour Le Dauphiné libéré.
En outre, Bruno Guiguet a suivi une formation de « Responsable Informatique Systèmes & Réseaux » et occupe depuis 1986 divers postes de responsable informatique.